# Rhacochelifer corcyrensis procerus
Rhacochelifer corcyrensis procerus es una subespecie de arácnido del orden Pseudoscorpionida de la familia Cheliferidae.

## Distribución geográfica
Se encuentra en Túnez.